# Cony Theis
Cony Theis (* 15. August 1958 in Ewersbach) ist eine deutsche Künstlerin, die auf Pergament malt und zeichnet, ebenso auf Haut, die fotografiert, Installationen und Objekte gestaltet.

## Leben
Sie studierte von 1979 bis 1986  an der Johannes Gutenberg-Universität in Mainz sowie von 1982 bis 1989 bei Rolf Crummenauer an der Kunstakademie in Düsseldorf. Im Jahr 1989 war sie Meisterschülerin bei Crummenauer. Seit 1986 zahlreiche Ausstellungen und Ausstellungsbeteiligungen im In- und Ausland. Seit 1988 zeichnet Theis Gerichtsillustrationen im Auftrag der öffentlichen Presse. Während dieser Zeit beginnt auch ihre künstlerische Mitarbeit bei Filmen von Jürgen Heiter. Seit 2007 entwickelt die Künstlerin im Rahmen ihrer Kunst-am-Bau-Projekte künstlerische Gestaltungen von Außenfassaden, u. a. an den Justizvollzugsanstalten Diez und Zweibrücken. Darüber hinaus ist Cony Theis seit 2013 als Professorin für Bildende Kunst an der Hochschule für Künste im Sozialen in Ottersberg tätig. Das Werk der Künstlerin wird von der Galerie Hengevoss-Dürkop und von Bode Galerie & Edition vertreten und betreut.

## Auszeichnungen
- 2015 – artist in residence, Kunsthaus Kannen Münster
- 2013 – Stipendium Künstlerhaus Edenkoben
- 2012 – h.a.i.r, artist in Residence, Arlberg-Hospiz-Hotel
- 2011 – Stipendium Künstlerhaus Schloss Wiepersdorf
- 2008 – Stipendium  KunstKommunikation, DA Kunsthaus, Kunsthaus Kloster Gravenhorst[1]
- 2005 – Stipendien der Künstlerhäuser Worpswede und Schloss Balmoral
- 1989 – Lincoln Stipendium des Landes Rheinland-Pfalz
- 1986 – Förderpreis der August-Müller-Stiftung

## Ausstellungen (Auswahl)
- 2024: Vor dem Archiv II – Jürgen Heiter und Cony Theis, Kunststation St. Peter, Köln
- 2017: „Over the Ocean“ in der Bode Galerie & Edition, Nürnberg
- 2016: Vitaminbombe. Früchtebilder von Picasso bis Warhol, Kunsthalle Emden
- 2016: Gefangene Geheimnisse, Kunsthaus Kannen Münster und LVR-LandesMuseum Bonn
- 2015: Reife Früchte – Junges Gemüse, Kurpfälzisches Museum Heidelberg
- 2015: Brennende Gaben, mit den „Weissenhofern“, s.coop – Stuttgarter Kunst Kooperativen
- 2015: BeWildered, Städtische Galerie Villa Streccius, Landau
- 2015: Porträt, Staatliche Kunsthalle Baden-Baden
- 2014: Jagdblüten, Bode Galerie in Nürnberg
- 2014: Artist’s Room, Chapter 2, Bode Project Space@Daegu
- 2014: Sie und ihre Ausstellungen, Kunst aus NRW, Alte Reichsabtei Aachen-Kornelimünster
- 2013/14: Die Malerfamilie Deiker – Jagd. Sechs Künstlerinnen, Stadtmuseum Wetzlar
- 2012: km 500.5, Kunsthalle Mainz
- 2012: based on AD, Bode Galerie, Nürnberg
- 2011: Mut und Anmut, (mit Petra Straß) Kulturstiftung Schloss Agathenburg*
- 2010: See me 3, Kunsthalle Erfurt
- 2010: Hambres Caninas, Kunstsammlungen Zwickau
- 2010: Am Meer Galerie Bode in Nürnberg
- 2009: See Me 2, Szene Rheinland: LVR-LandesMuseum Bonn
- 2008: KunstKörperlich KörperKünstlich II, Kunsthalle Dominikanerkirche, Osnabrück
- 2008: paar/unpaar, Kunstverein Pforzheim
- 2008: Frauenbilder, Kunsthalle Lingen Kunstverein
- 2008: See Me, Ludwig Museum Koblenz
- 2007: Ideas of Identities, Artists’ House Tel Aviv, Israel (mit Ulrich Langenbach)
- 2007: Paseos, Galerie Bode in Nürnberg
- 2006: Trophäen, artothek Köln
- 2006: Jackpot, Kunstverein Ludwigshafen
- 2005: Kunstverein Region Heinsberg, Jubiläumsausstellung, 20 × 20
- 2005: Beton, Galerie Bode in Nürnberg
- 2005: Kunstwerk Archiv, Triennale der Fotografie, Galerie Hengevoss-Dürkop, Hamburg
- 2004: Zeit richten, Kunstverein Pforzheim e. V., Kulturstiftung Schloss Agathenburg
- 2004: kurzdavordanach, Sammlung Schürmann, SK-Stiftung Kultur, Köln
- 2003: Zeit richten, Ehemalige Reichsabtei Aachen-Kornelimünster, Kunst aus NRW
- 2003: portraits (in time), Taiwan International Visual Arts Center, Taipei/Taiwan
- 2002: Daily Trail, Städtisches Museum Mülheim an der Ruhr
- 2002: Modell : Porträt, Galerie Albstadt, Städtische Kunstsammlungen
- 2001: Meer, Kunstverein Lingen
- 2001: scheinbar verwandt, Rudolf-Scharpf-Galerie (Wilhelm-Hack-Museum), Ludwigshafen
- 2000: Deep Distance – die Entfernung der Fotografie, Kunsthalle Basel
- 2000: Häute Porträts, Galerie Hengevoss Jensen, Hamburg
- 1999: cuti et orbi, Kulturstiftung Schloss Agathenburg

## Arbeiten in öffentlichen und privaten Sammlungen
- Sammlung Museum Goch
- Sammlung van der Grinten
- Sammlung B. Rosskothen
- Sammlung Gaby und Wilhelm Schürmann
- Sammlung Thyssen
- Museum of Graphic Arts, Kairo
- Kunstmuseum in der Alten Post, Mülheim an der Ruhr
- Sammlung des Landes NRW
- Sammlung des Landes Rheinland-Pfalz
- artothek Köln
- Kulturstiftung Schloss Agathenburg
- Stiftung für gesunde Ernährung
- Stadt Bad Münster am Stein-Ebernburg
- Stadt Siegen
- Deutsche Bank
- Stadtsparkasse Köln
- Stiftung Fruchtmalerei und Skulptur Heidelberg

## Publikationen
- Gefangene Geheimnisse mit Texten von Gabriele Uelsberg, Renate Puvogel, Karin Thomas, Jürgen Heiter, Lisa Inckmann, Ärzten, Therapeuten und Patientinnen und Patienten, Kerber Verlag, 2016
- Wölfe laufen jungen Frauen auf der Straße hinterher (Wiepersdorf), Künstlerhaus Schloss Balmoral, 2012
- Monographie Cony Theis, Ausweitung des Porträts, Kunstforum International Band 215, Text von Renate Puvogel, 2012
- Cony Theis und Petra Straß, Mut und Anmut, Ausstellung Kulturstiftung Schloss Agathenburg, Text von Bettina Roggmann, 2011
- Cony Theis, Am Meer, Galerie Bode, Texte von Dr. Henrike Holsing und Antonia Lindner, Nürnberg 2010
- See me. Ausstellungskatalog anlässlich der Ausstellungsreihe im Ludwig Museum in Koblenz, Rheinisches Landesmuseum Bonn und Kunsthalle Erfurt, Bielefeld/Leipzig, 2008, ISBN 978-3-86678-187-0
- Skulptur im Garten. Hrsg. Bode Galerie & Edition, Nürnberg 2008,  ISBN 3-9809333-5-0
- Paseos Katalog, Hrsg. Bode Galerie & Edition, Textbeitrag von Christina H. Rosnersky, Nürnberg 2007,  ISBN 3-9809333-3-4
- Trophäen, eine Publikation des Künstlerhauses Schloß Balmoral, Text von Daniele Perrier, Revolver Archiv für aktuelle Kunst, 2006 (mit dem Jahrbuch 2005, Schloß Balmoral)
- Skulptur im Garten. Hrsg. Bode Galerie & Edition, Nürnberg 2006,  ISBN 3-9809333-1-8
- Cony Theis, Zeit richten, Ausstellung in Kunst in NRW, Ehemalige Reichsabtei Aachen-Kornelimünster, Schloss Agathenburg, Kunst- und Kunstgewerbeverein Pforzheim e. V., Texte von Karin Thomas, Wilhelm Schürmann, Olaf Möller und einem Songtext von Nick Lowe, Salon-Verlag 2003
- daily trail Text von Dr. Gabriele Uelsberg, Mülheim an der Ruhr 2002, ISBN 3-928135-35-X
- Modell. Portrait, Ausstellungskatalog, Galerie Albstadt, Texte von Anne Leeb, Jörg Becker, Albstadt 2002
- Häute, Portraits – Malerei und Fotografie. Ausstellungskatalog, Texte von Karl Clausberg, Kerstin Hengevoss-Dürkop, Hamburg 2000
- cuti et orbi, Objekte, Fotografie, Malerei. Kulturstiftung Schloß Agathenburg, Agathenburg 1999, ISBN 3-9806197-1-0, 2010
- Cony Theis, Am Meer, Hrsg.: Bode Galerie & Edition, Texte von Dr. Henrike Holsing und Antonia Lindner, Nürnberg 2010, ISBN 3-9809333-9-3, 2011
- Cony Theis, Interaktive Porträts, Text von Renate Puvogel, DA Kunsthaus Kloster Gravenhorst, 2011, ISBN 3-926619-87-2